# Берестовое (Берестовский сельский совет, Близнюковский район)
Берестово́е (укр. Берестове), село,
Берестовский сельский совет,
Близнюковский район,
Харьковская область, Украина.
Код КОАТУУ — 6320681001. Население по переписи 2001 г. составляет 490 (233/257 м/ж) человек.
Является административным центром Берестовского сельского совета, в который, кроме того, входят сёла
Новосёловка,
Остерское,
Преображеновка и
Тимофеевка.

## Географическое положение
Село Берестовое находится на обоих берегах пересыхающей реки Водяной (приток Большой Терновки).
На реке несколько запруд, село вытянуто вдоль неё почти на 5 км.
На северо-востоке примыкает к селу Остерское, на юго-западе — к селу Тимофеевка.

## История
- 1864 — дата основания.

## Экономика
- В селе есть молочно-товарная и птице-товарная фермы.

## Культура
- Детский сад.
- Школа.
- Клуб.

## Достопримечательности
- Братская могила советских воинов. Похоронено 146 воинов.